# Sisyphos

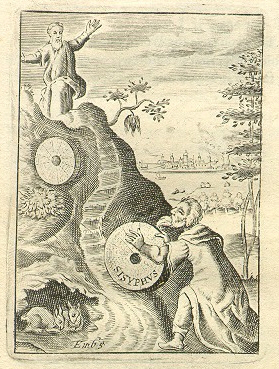
Sisyphos (1732)

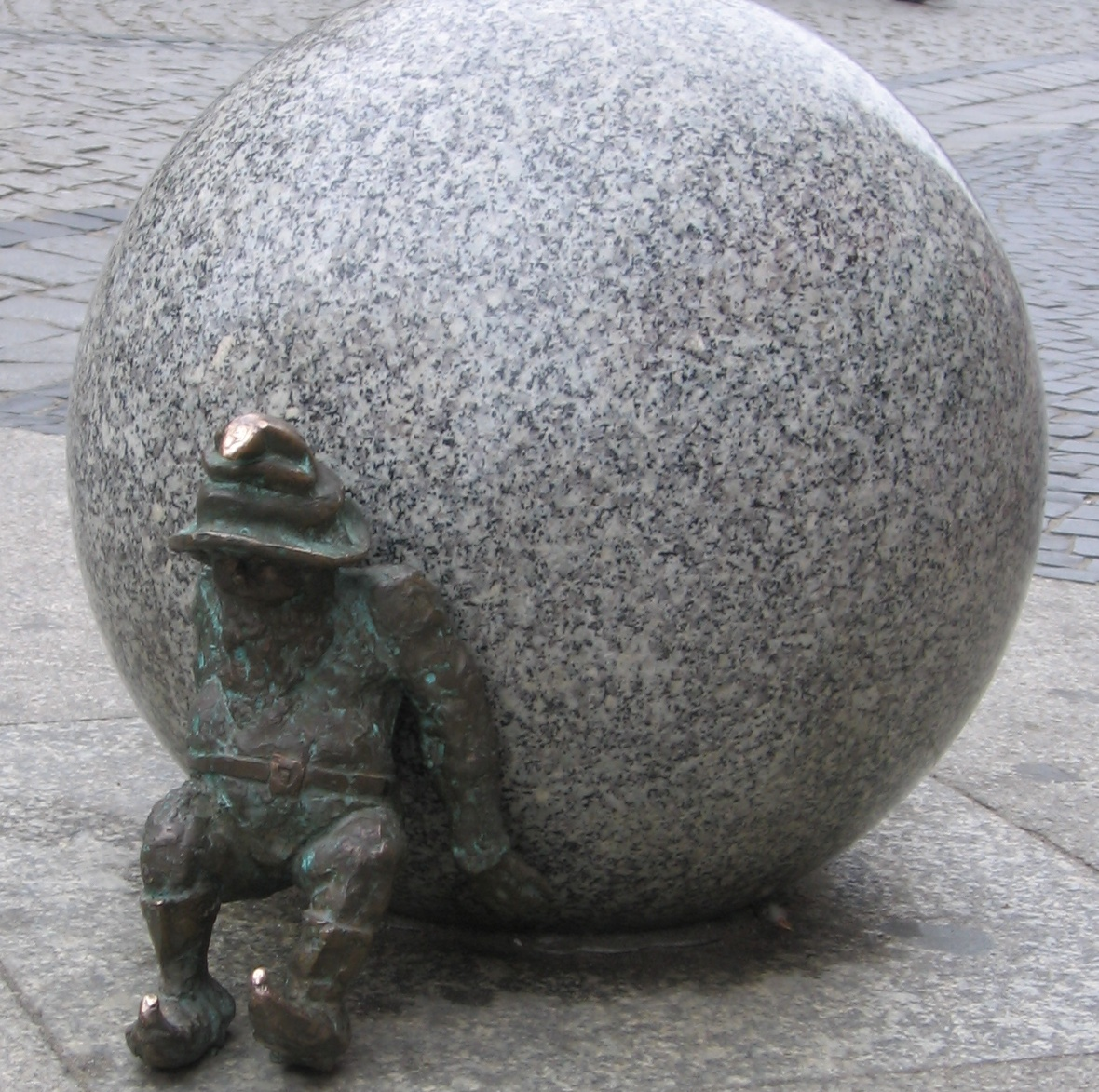
Dwerg als Sisyphos (Wrocław, Polen)

Sisyphos (Oudgrieks: Σίσυφος) of Sisyphus (Latijn) is een figuur uit de Griekse mythologie. Hij was de stichter en koning van Korinthe en getrouwd met de Pleiade Merope. Hij was een sluwe man, maar beging de vergissing de goden uit te dagen. Hij wist telkens aan hen te ontsnappen, maar verergerde hiermee zijn uiteindelijke straf. Die luidde dat hij tot het einde der tijden in de Tartarus een rotsblok tegen een berg moest duwen.

## Mythe
Sisyphos stichtte Korinthe en bevorderde de handel, maar was tevens een meester in list en bedrog. Hij schond de principes van gastvrijheid door gasten te doden wanneer hij hier baat bij meende te hebben, verleidde zijn eigen nicht, en zette zijn broer af als koning.
Sisyphos wekte daarbij Zeus' toorn door aan de riviergod Asopos te verraden dat zijn dochter Aegina door Zeus was geschaakt als diens zoveelste verovering. Hij deed dit omdat hij meende op gelijke hoogte te staan met de goden en zich dus kon veroorloven een god te verraden. Deze uitdaging wekte de woede op van alle goden.
Toen Sisyphos overleed, stuurden de goden Thanatos (de Dood) op hem af om hem te vangen, te ketenen, en naar de Tartaros te brengen. De sluwe Sisyphos zag de bui al hangen en wist Thanatos te bedotten. Hij vroeg Thanatos te demonstreren hoe de ketenen werkten en wist hem tijdens deze 'demonstratie' vast te binden. Hierdoor stierf er niemand op Aarde. Ares, geïrriteerd omdat zijn tegenstanders niet meer stierven, bevrijdde hem een paar dagen later.
Sisyphos werd door de goden gesommeerd na deze truc echt te sterven, maar hij gaf voordat Ares en Thanatos hem kwamen halen zijn vrouw opdracht hem niet te begraven, en bovendien geen muntje (obool) onder de tong te leggen voor de veerman Charon, zodat hij dan niet de Styx zou kunnen overvaren naar de onderwereld. Aangekomen in de onderwereld klaagde hij bij Hades en Persephone over de nalatigheid van zijn vrouw, zodat Hades niet anders kon dan hem terugsturen om de noodzakelijke rituelen af te handelen. Volgens andere lezingen wist hij Hades en Persephone te overtuigen dat hij per abuis naar Tartaros gestuurd was, waarop ze hem vrijlieten.
Sisyphos dacht er echter niet aan terug te keren en hij besloot nog een tijd door te leven. Ten slotte stuurden de goden de snelle Hermes op hem af, die hem naar de Tartaros terugbracht. Zo kregen de goden hem toch te pakken en werd hij veroordeeld in de Tartaros een zwaar rotsblok tegen een steile berg op te duwen, dat echter telkens van de top weer in de diepte rolde waardoor hij gedoemd was eeuwig dat rotsblok opnieuw en opnieuw de steile berg op te duwen. Hiermee toonde Zeus aan dat uiteindelijk de goden toch nog slimmer waren dan Sisyphos, en werd deze gestraft voor zijn hoogmoed.

## Galerij

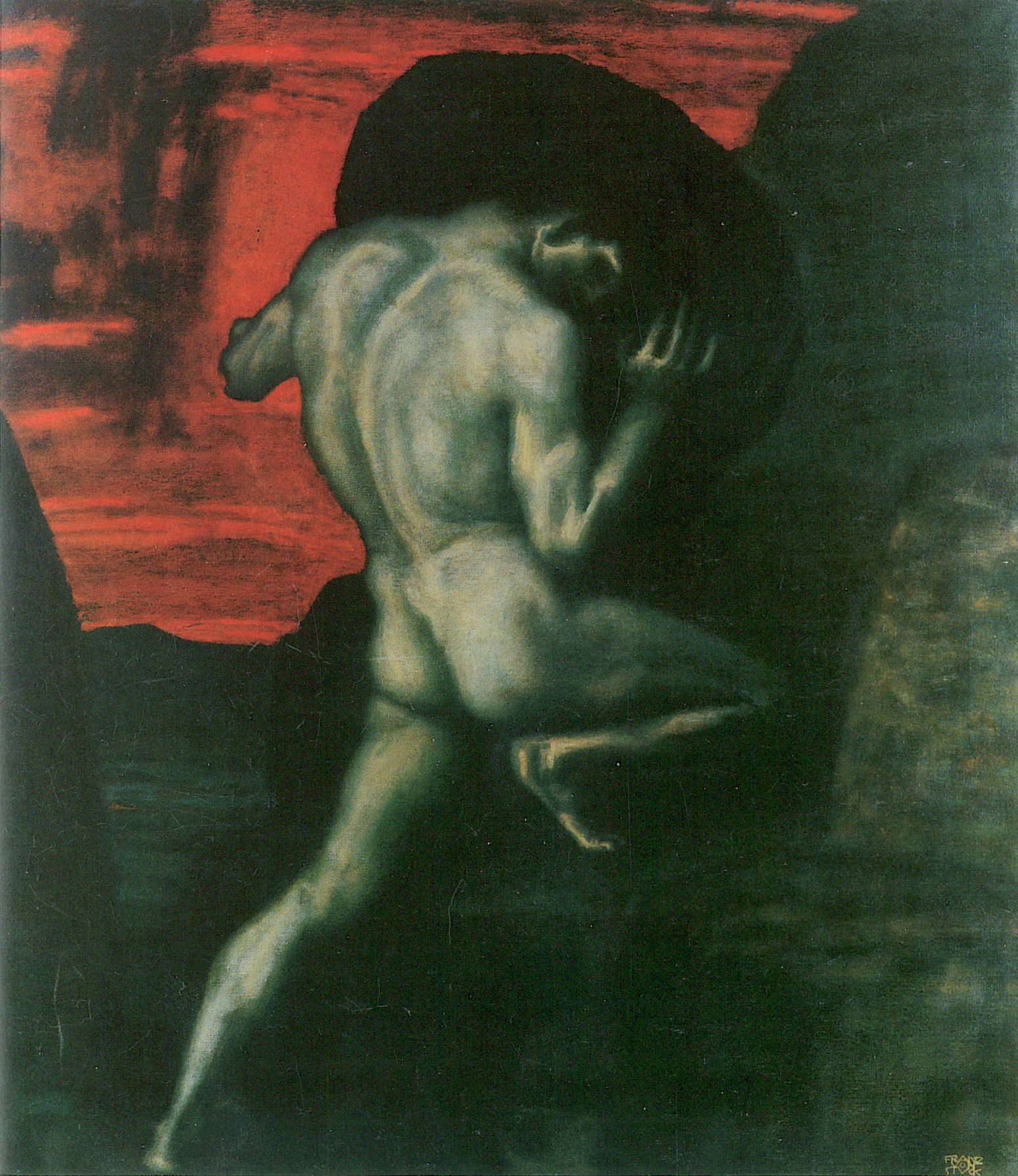
Schilderij (1920) door Franz von Stuck
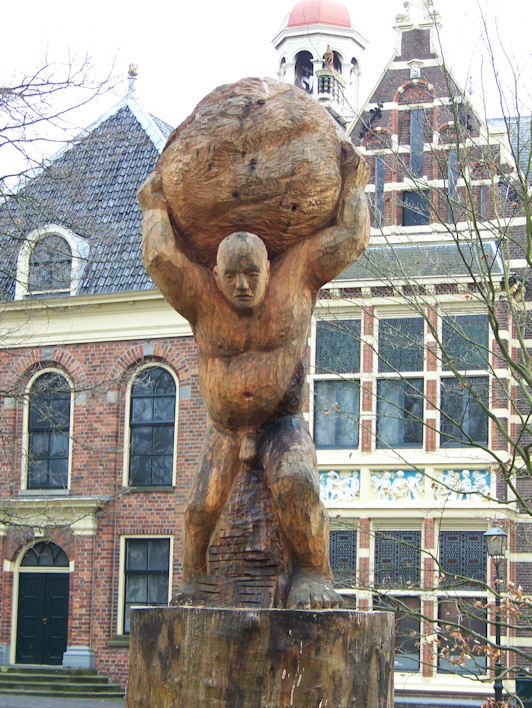
Sisyphus (2008) door Gert Sennema, aan de Brink in Assen
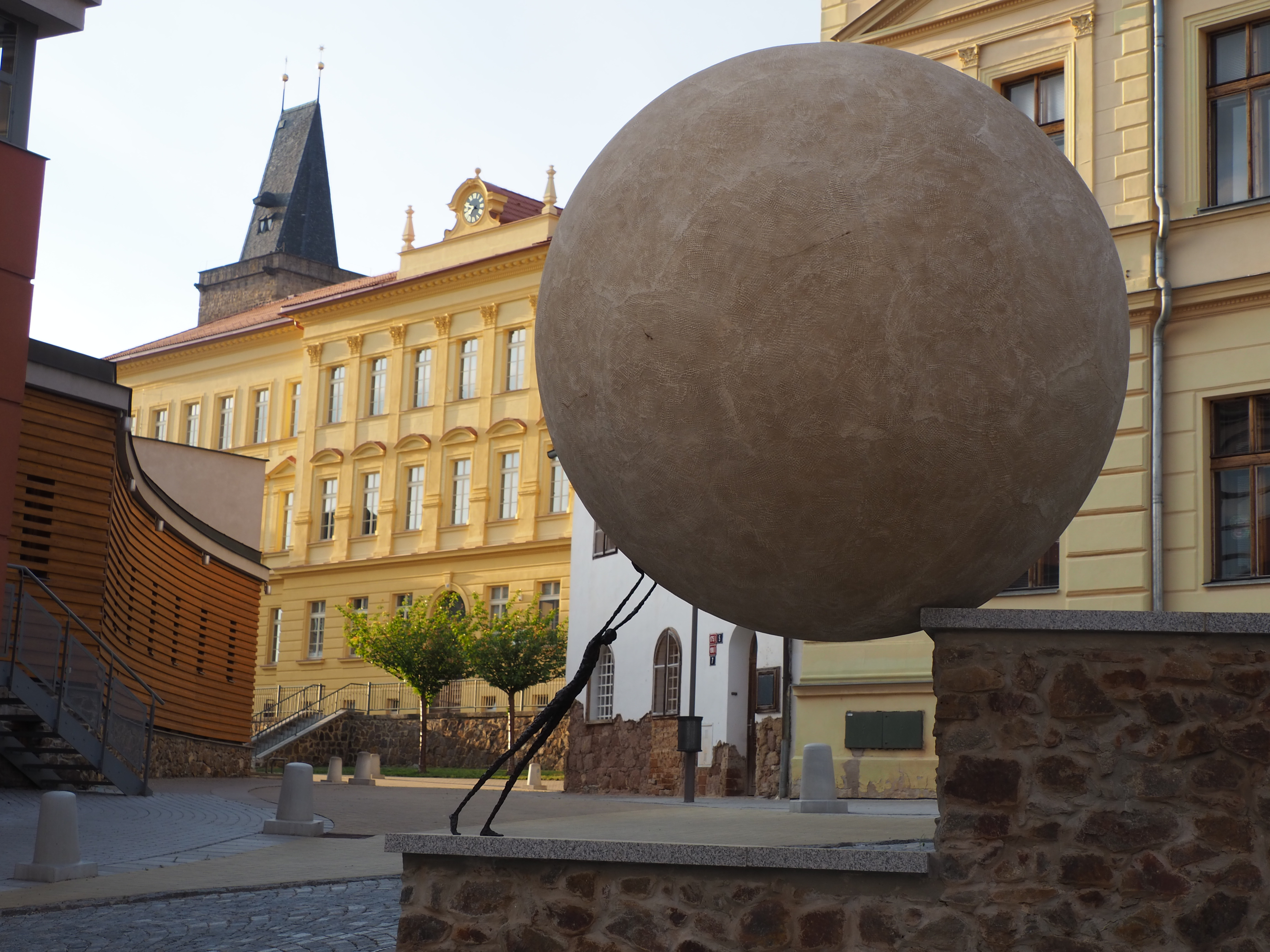
Beeld  van Sisyfos door Petr Holeček en Dalibor Blažek in de stad Rakovník

## Moderne tijd
- In de twintigste eeuw werd Sisyphus door Albert Camus in zijn essay De mythe van Sisyphus (1942) ten tonele gevoerd als exemplarisch voor de 'absurde mens'. Deze ziet in dat de wereld irrationeel is en uiteindelijk geen zin heeft, maar geeft hier niet aan toe en probeert  zijn eigen zingeving te scheppen (zie existentialisme).
- Op de plaat Ummagumma van Pink Floyd is een instrumentale mini-suite, genaamd Sysyphus Part 1-4, gewijd aan deze mythe.
- In het Nederlands wordt het woord sisyfusarbeid gebruikt om zinloos werk aan te duiden dat men vergeefs blijft verrichten.
- De Nederlandse schrijver Jeroen Brouwers gaf de titel Sisyphus' bakens aan het polemisch geschrift dat hij schreef naar aanleiding van zijn strijd erkenning te krijgen voor de literatuur als hoge kunstvorm die afstuit op botte machtsuitoefening door politici die niet in literatuur zijn geïnteresseerd.